# William James Topley
William James Topley (Montreal, 13 febbraio 1845 – Vancouver, 16 novembre 1930) è stato un fotografo canadese, viene annoverato fra i più importanti fotografi canadesi, se non il più noto, anche per aver composto in un'unica immagine molte persone ritratte separatamente, assemblandole in un'unica fotografia, caso raro in quel paese.

## Biografia
Nacque da John, di professione produttore di finimenti per cavalli, e da Anna Delia Harrison. Qualche fonte riporta che la nascita sia avvenuta a Aylmer, cittadina molto vicina ad Ottawa. Sua madre negli anni Cinquanta aveva comprato l'attrezzatura fotografica, probabilmente usandola da dilettante, fu così che Topley conobbe la fotografia nella cittadina di Aylmer, dove crebbe, ma già nel 1863 si era specializzato come fotografo ambulante, in particolare nella produzione di ferrotipi. La morte del padre nello stesso anno lo convinse a trasferirsi con la famiglia a Montreal, dove si impiegò come apprendista l'anno dopo nell'atelier di William Notman (1826–1891), un fotografo canadese di origini scozzesi. Notman assunse anche i suoi fratelli più giovani Horatio Needham e John George come apprendisti.
Dopo tre anni Notman aprì un altro atelier ad Ottawa e mise a capo Topley che vi restò fino al 1972 quando ne divenne "proprietario". Fotografò i governatori del Canada Albert Grey, IV conte Grey, John Young, I barone Lisgar, i primi ministri John A. Macdonald, William Lyon Mackenzie King oltre a personaggi illustri locali e in visita alla città.  In quel 1872, secondo le cronache, lo studio produsse oltre 2 300 immagini ogni anno, un livello che non fu superato fino all'inizio del XX secolo.

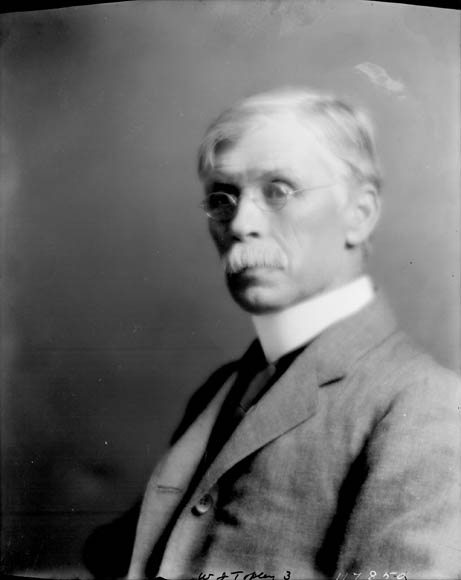
Topley il 28 agosto 1908

Nel 1875, Topley concluse il suo rapporto di lavoro con Notman e aprì un proprio atelier a Ottawa in un edificio progettato dall'architetto King McCord Arnoldi (1843-1904) in stile italiano che Topley utilizzò anche come residenza per la propria famiglia. Le difficoltà finanziarie costrinsero il fotografo a spostarsi in vari locali fino al 1888, quando finalmente trovò quello definitivo. Nel frattempo, nel 1872, si era sposato con Helena DeCourcy McDonogh, detta Nellie, a Yorkville, nei pressi di Toronto da cui ebbe due figlie ed un figlio.
Un'innovazione che Topley imparò da Notman fu quella della stampa combinata all'interno del pittorialismo, cioè di riunire in un'unica immagine fotografie scattate in momenti o persone singole come fece nel 1876 in cui creò quella per commemorare il ballo in maschera organizzato dal governatore generale Frederick Hamilton-Temple-Blackwood e da sua moglie nel febbraio del medesimo anno, primo di diversi balli in mschera organizzati nei due decenni successivi, alla quale diede il titolo Fancy Ball Given by the Governor General Lord Dufferin at Rideau Hall on February 23, 1876. Egli combinò molte fotografie separate di singoli partecipanti in un'unica cornice di grandi dimensioni, insieme ai dettagli del costume di ogni persona. 
Durante il periodo in cui fu governatore generale del Canada, John Campbell, IX duca Argyll, dal 1878 al 1883, Topley divenne fotografo ufficiale ed in questa posizione attirò molti politici e figure di primo piano del governo, dell'alta borghesia e finanzieri, desiderosi di farsi ritrarre, comprese mogli, figlie e amanti.
All'inizio del nuovo secolo, Topley venne incaricato dal Dipartimento degli Interni di fotografare gli immigrati in arrivo a Québec, mentre prima di allora aveva realizzato una serie fotografica di detenute a Ottawa nel 1895. Il suo studio produsse inoltre foto di paesaggi canadesi. Nel 1907 Topley lasciò a suo figlio, William DeCourcy, il proprio studio anche se sembra che continuò a lavorarci forse fino al 1918. L'attività del ritratto era fortemente diminuita, soprattutto quella all'interno dello studio che venne chiuso nel 1926. Con sua moglie, deceduta nel 1927, vissero i loro ultimi anni a Edmonton assieme alla figlia, Helena Sarah, e al genero, Robert C. W. Lett, dipendente della "Grand Trunk Pacific Railway".
Il patrimonio fotografico di Topley fa parte della collezione della Library and Archives Canada che comprende circa 150 000 negativi, lastre di vetro ed una serie di 66 album che coprono il periodo dal 1868 al 1923.

## Galleria d'immagini

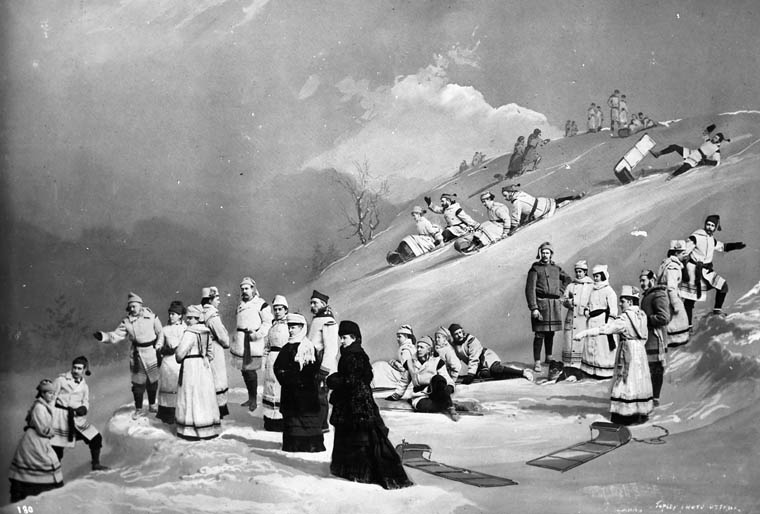
Festa in slittino, organizzata da Lady Dufferin, 1872-75
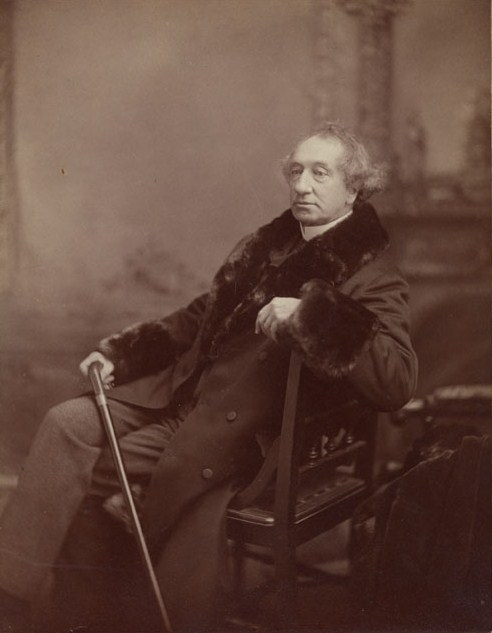
il primo ministro John A. Macdonald, 1883
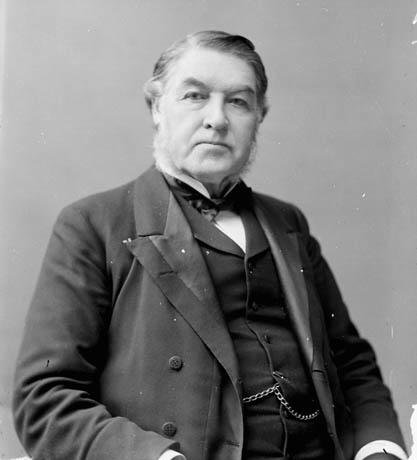
il primo ministro Charles Tupper, 1896
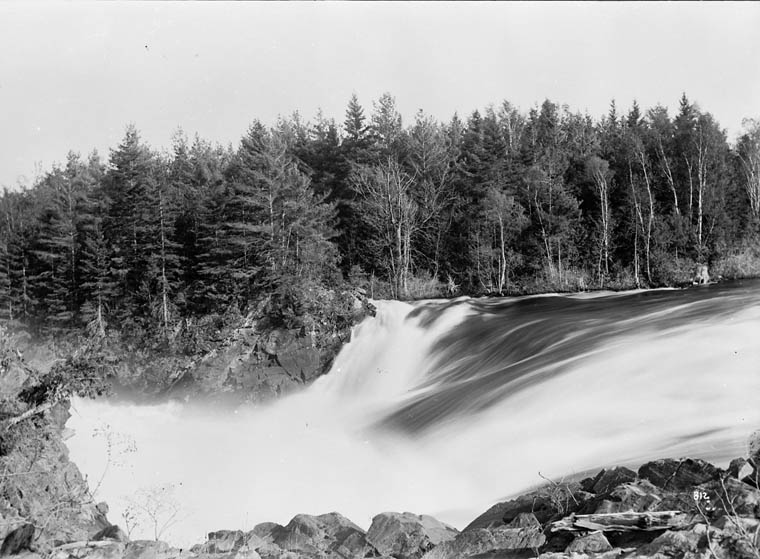
Cascate nei pressi di Ottawa, 1900 circa
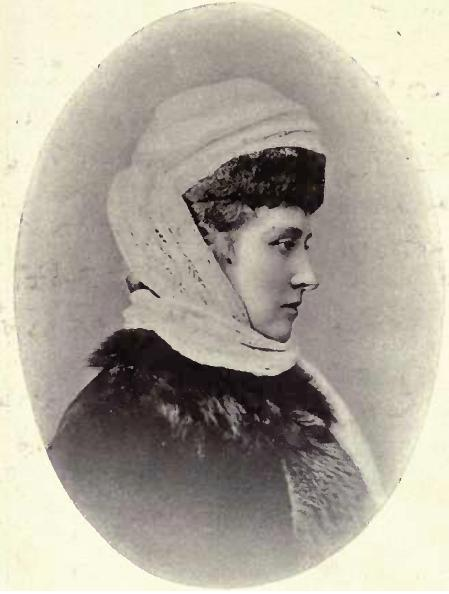
la principessa Luisa di Sassonia-Coburgo-Gotha, 1903
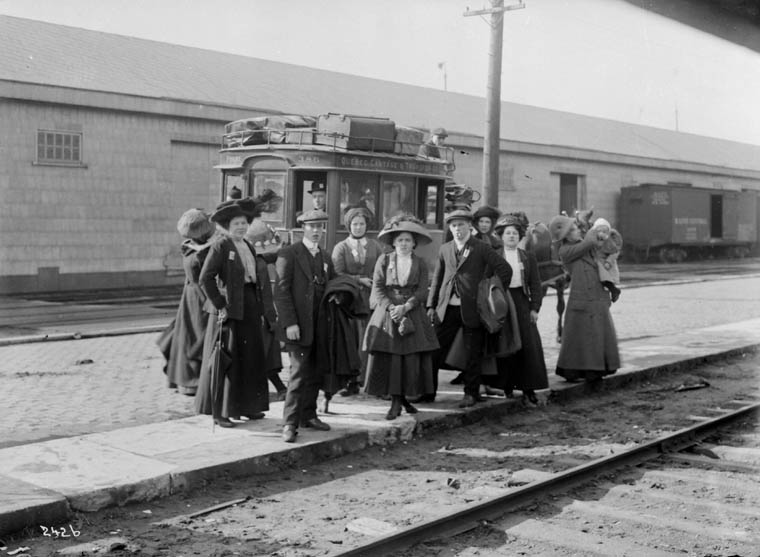
Immigranti nel Quebec, 1911
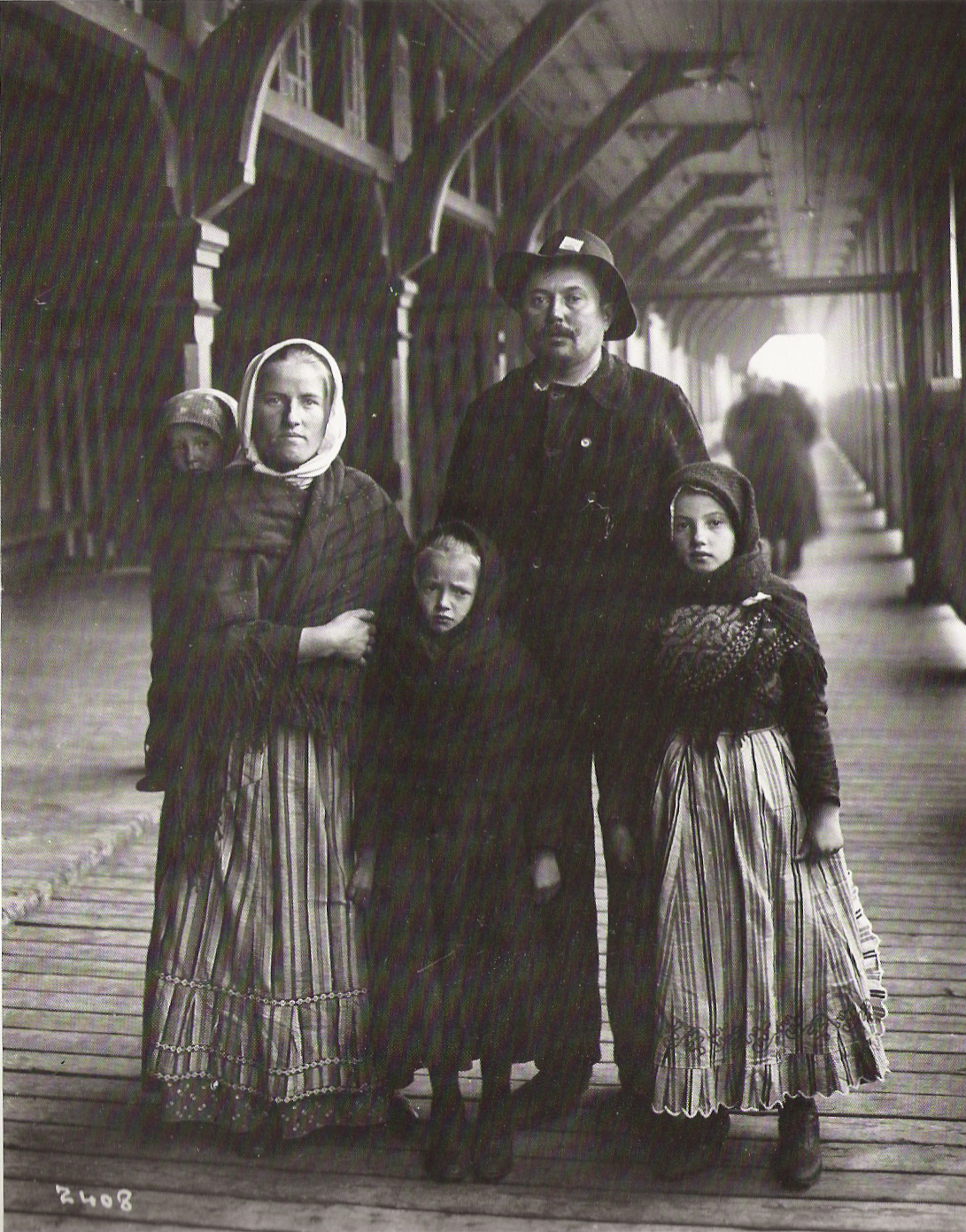
Immigrati tedeschi a Québec, 1911
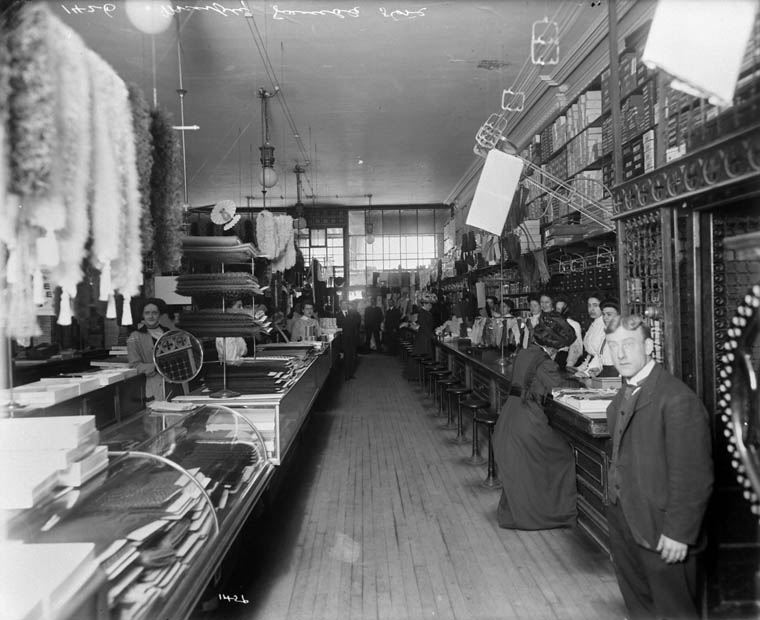
negozio Murphy Gamble a Ottawa, data ignota